# 2019年9月

## 9月1日
- 美國開始對總值約1,120億美元的中國進口貨品加徵15%關稅。[1]
- 阿根廷宣佈實施資本管制。[2]
- 德國總統弗兰克-瓦尔特·施泰因迈尔出席波蘭一個紀念第二次世界大战爆發80周年的活動，並請求波蘭受害者寬恕。[3]
- 沙特阿拉伯領導的聯軍空襲也門扎玛尔一個拘留中心，造成超過100人喪生。[4]
- 大西洋五級颶風多利安以1935年以來最強大西洋颶風強度登陸巴哈马。[5]

## 9月2日
- 潛水觀光船「概念號」在美國加州聖克魯斯島水域起火，造成船上34人喪生。[6]

## 9月4日
- 香港特別行政區行政長官林鄭月娥正式宣佈撤回2019年逃犯及刑事事宜相互法律協助法例（修訂）條例草案。[7]

## 9月6日
- 日本国内迄今发现的最大恐龙全身骨骼化石被正式认定为新种，研究人员将其命名为“日本神龙”。[8]
- 大韓民國水原高等法院二審宣判，現任京畿道知事李在明因涉嫌在任城南市市長期間強行將胞兄送進精神病院關押，並在選舉活動中對此事作出虛假說明而需要繳付300萬韓圜罰款。[9][10]

## 9月7日
- 伊朗原子能组织发言人卡迈勒万迪（Behrouz Kamalvandi）在德黑兰举行发布会，公布伊朗减少履行伊核协议第三阶段的具体细则。[11]

## 9月8日
- 2019年莫斯科市議會選舉進行投票，俄羅斯總理梅德韋傑夫領導的統一俄羅斯雖然失去近三分一席位，但仍保持市議會的控制權。[12]

## 9月9日
- 大韓民國總統文在寅正式任命曹國為法務部長官，儘管之前曹國及其家人陷入特權疑雲。[13]
- 大韓民國大法院對前忠清南道知事安熙正性侵女秘書案作出終審判決：維持二審判決，判處其有期徒刑3年6個月。[14]

## 9月10日
- 大韓民國政府正在推進建設「文在寅總統記錄館」的計畫被曝光，預計將動用財政預算共計172億韓圜。該紀念館座落於釜山，預計會在2022年5月，文在寅結束總統任期後開館。[15][16]

- 伊拉克卡爾巴拉阿舒拉节的游行期间发生了卡爾巴拉踩踏事件，约31人死亡，100人受伤。
- 以色列总理内塔尼亚胡表示，如果他领导的利库德集团在下周举行的议会选举中获胜，以色列将把约旦河谷纳入其领土。针对内塔尼亚胡的言论，约旦、土耳其、沙特、巴勒斯坦方面均发声谴责。[17]

## 9月11日
- 日本第四次安倍第二次改造內閣成立。[18]
- 中国国务院总理李克强在中南海紫光阁接见贺一诚，并向其颁发国务院令，任命他为澳门特别行政区行政长官，于2019年12月20日正式上任。[19]
- 美国总统唐納·川普表示，“作为善意姿态”，将计划对2,500亿美元中国貨品开始增加关税的日期从10月1日推迟至10月15日。[20]
- 伦敦大学学院的研究人员表示，他们在距地球111光年的行星K2-18b的大气中发现了水蒸气，这颗行星的温度也适宜生命生存。[21]

## 9月12日
- 剛果民主共和國坦噶尼喀省瑪伊巴里迪（Mayibaridi）附近一列火車脫軌，造成至少50人死亡。[22]

## 9月13日
- 太平洋瓦電公司宣佈與一群保險公司達成和解協議，前者將為2017年和2018年加利福尼亞州山火造成的索賠承擔110億美元。[23]

## 9月14日
- 沙特阿拉伯国家石油公司兩處石油設施遭到無人機攻擊，引起大火。[24]

## 9月15日
- 2019年突尼斯總統選舉進行首輪投票。[25]
- 西班牙队夺得2019年国际篮联篮球世界杯冠军。[26]

## 9月16日
- 所罗门群岛决定与中华人民共和国建交。[27]

## 9月17日
- 大韓民國證實該國出現首宗非洲猪瘟病例。[28]
- 塔利班在阿富汗發動兩宗自殺式炸彈襲擊，共造成至少48人喪生。[29]
- 2019年9月以色列議會選舉進行投票。[30]
- 香港港铁东铁线红磡站发生列车脱轨事故。[31]
- 中国国家主席习近平根据十三届全国人大常委会第十三次会议的决定，签署主席令，授予42人共和国勋章、友谊勋章和国家荣誉称号[32]。
- 2022年北京冬奥会吉祥物“冰墩墩”，冬残奥会吉祥物“雪容融”正式发布。[33][34]
- 2019年突尼斯總統選舉首轮计票结果公布，独立参选的凯斯·赛义德获得18.4%的选票，突尼斯之心（英语：Heart of Tunisia）党创始人纳比勒·卡鲁伊（英语：Nabil Karoui）得票率为15.58%。由于无人获得50%以上选票，首轮得票前两位的候选人将进入第二轮选举。[35]

## 9月19日
- 韓國警方宣佈已鎖定華城連環殺人案疑兇身份。[36]

## 9月20日
- 2019年9月以色列議會選舉结果公布，本尼·甘茨领导的蓝與白获33席，现任总理的利库德集团获31席。[37]
- 為期一周的2019年9月气候罢工開始。[38]

## 9月22日
- 阿尔巴尼亚西部沿岸发生30年来最强地震，造成首都地拉那及附近地区至少108人受伤。[39][40]
- 世界气象组织发表报告指出，由于全球暖化现象加劇，2015年至2019年很可能成为有记录以来最热的5年。[41]
- 第71屆黃金時段艾美獎颁奖典礼在美国洛杉矶举行。[42]

## 9月23日
- 世界上第一間旅行社、有178年歷史的英國托马斯·库克集团倒閉。[43]

## 9月24日
- 克什米尔地区发生5.6级地震，致使40人遇难，另有至少850人受伤[44]。
- 美国众议院议长、民主党人南希·佩洛西宣布对美国总统唐納·川普进行正式弹劾调查，指控称特朗普寻求外国政府帮助他在2020年争取连任。[45]
- 第74届联合国大会一般性辩论在美国纽约联合国总部开幕。[46]
- 在萬國郵政聯盟緊急大會上，由美國提出讓各國自定郵費的改革方案被否決。[47]
- 英国最高法院判定首相鲍里斯·约翰逊的议会休会请求非法且无效。英国下议院议长约翰·伯科宣布下议院将于25日复会。[48]

## 9月25日
- 北京大兴国际机场于16时23分正式通航。[49]
- 萬國郵政聯盟緊急大會通過新協議，接收高數量進口郵件和包裹的國家可自2021年1月起對外國郵件徵收自定郵費，每年接收進口郵件超過75,000噸的國家可於2020年7月開始徵收自定郵費。[50]
- 以色列总统鲁文·里夫林宣布授权本雅明·内塔尼亚胡在42天内组建内阁。如果内塔尼亚胡组阁失败，总统可授权其他人组阁。[51]
- 美国众议院外交事务委员会、美国参议院外交委员会先后通过《香港人权与民主法案》。预期美国众议院将在10月表决此法案。[52]
- 格蕾塔·通贝里、郭建梅、达维·科佩纳瓦（英语：Davi Kopenawa Yanomami）、阿米娜托·阿里·艾哈迈德·海达尔获2019年正确生活方式奖。[53]

## 9月26日
- 印尼东部马鲁古群岛发生6.8级地震，至少造成30人死亡。[54]

## 9月27日
- 印尼计划通过新刑法，把婚外性行为、堕胎及侮辱总统等列作违法行为，引发全国民众不满，印尼民众在各地举行大规模示威活动造成警民冲突，已有2人丧命。[55]

## 9月28日
- 2019年阿富汗總統選舉進行投票。[56]
- 上午，韓國蔚山港的一艘裝載石化產品的2萬噸級貨輪發生火災，後爆炸。由於疑似有丙烯腈、乙酸異丁酯等有毒物質洩漏，附近居民被禁止進入現場周圍500公尺範圍內[57]。

## 9月29日
- 2019年奧地利議會選舉進行投票。[58]